# Église Saint-Joseph de Carrières-sous-Poissy
L'église Saint-Joseph de Carrières-sous-Poissy est une église catholique paroissiale, située à Carrières-sous-Poissy, dans les Yvelines, en France.

## Historique
Le terrain sur lequel sera construit l'église est béni le 1er octobre 1659. Le clocher a été achevé en 1671. Le porche est reconstruit en 1911 lors de l'agrandissement de la route.
Un 2018, un effondrement se produit sur le parking devant l'église. On incrimine des carrières non repertoriées.